# Rue Jules-Bourdais
La rue Jules-Bourdais est une voie située dans le 17e arrondissement de Paris, en France.

## Situation et accès
La rue Jules-Bourdais est située dans le nord-est du 17e arrondissement, à proximité des limites de la commune de Paris. Orientée selon une direction nord-ouest/sud-est et longue de 135 m, elle débute sur le boulevard Berthier au sud-est (dans le prolongement de la rue Alfred-Roll) et se termine sur l'avenue Brunetière au nord-ouest.
Sur son côté gauche, la rue est rejointe par la rue Gervex. Sur la droite se situent le square du Tarn et le square de l'Aveyron.

## Origine du nom

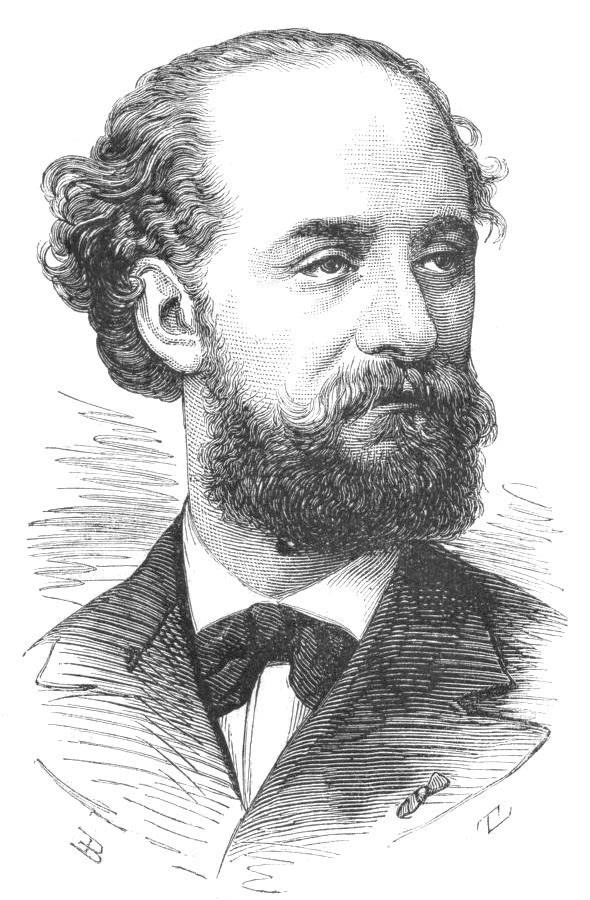
Jules Bourdais.

Elle porte le nom de Jules Bourdais (1835-1915), l'un des architectes de l'ancien palais du Trocadéro.

## Historique
Cette rue est ouverte et prend sa dénomination actuelle en 1932 sur l'emplacement des bastions no 46 et 47 de l'enceinte de Thiers.